# Lion Eyes
«Lion Eyes» — сингл американського репера Lil Durk, виданий Alamo Records 12 листопада 2021 р.

## Опис
Має інструментал із «темним» фортепіано. У треці Дерк співає про успіхи й негаразди у своєму житті, зокрема втрату друзів та насильство, показуючи як людина долучається до бандитського життя для формування агресивної гордості, що приховує її невпевненість у собі. У пісні йдеться про те, як залишитися сильним. Дерк стверджує, що в нього «око лева» й «серце тигра».

## Відеокліп
Прем'єра сталася 12 листопада 2021 року. Режисер: Jerry Productions. Кліп показує Дерка в своєму будинку, де він демонструє свою колекцію грошей, годинників і коштовностей, грає у відеоігри та практикується на перекладині.

## Чартові позиції
| Чарт (2021)                                    | Найвища позиція |
| ---------------------------------------------- | --------------- |
| США Bubbling Under Hot 100 Singles (Billboard) | 3               |
| США (Hot R&B/Hip-Hop Songs) (Billboard)        | 34              |